# Alfred Gies
Alfred Gies (7 de Abril de 1912 - 21 de Maio de 1993) foi um piloto alemão da Luftwaffe durante a Segunda Guerra Mundial. Voou 667 missões de combate, nas quais destruiu 54 tanques inimigos. Foi feito prisioneiro de guerra em Maio de 1945. Depois da guerra, voltou a juntar-se às forças armadas, tendo saído da Bundeswehr no dia 30 Setembro de 1964, com o posto de Hauptfeldwebel.